# Milan Adámek (informatik)
Milan Adámek (* 7. června 1967 Přílepy) je český profesor a vysokoškolský pedagog, od prosince 2022 rektor Univerzity Tomáše Bati ve Zlíně, v letech 2014 až 2022 děkan Fakulty aplikované informatiky UTB ve Zlíně.

## Život
Absolvoval Gymnázium Ladislava Jaroše Holešov, kde v letech 1993 až 1997 učil. Vysokoškolské vzdělání získal na Přírodovědecké fakultě Univerzity Palackého v Olomouci, kde vystudoval magisterské studium v oboru experimentální fyzika, později tříletý obor zaměřený na informatiku. V letech 1998 až 2002 absolvoval doktorský obor technická kybernetika na Fakultě technologické Univerzity Tomáše Bati ve Zlíně (získal titul Ph.D.). V roce 2008 se habilitoval (získal titul doc.), v roce 2022 byl jmenován profesorem pro obor řízení strojů a procesů. Profesně se zaměřuje na obory elektrotechniky a průmyslové elektroniky.
V roce 1997 se stal vědeckopedagogickým pracovníkem na zlínské Fakultě technologické, která byla tehdy jednou z fakult Vysokého učení technického v Brně. Po vzniku Fakulty aplikované informatiky v roce 2006 byl proděkanem, od roku 2010 ředitelem nově založeného Ústavu bezpečnostního inženýrství. V letech 2014 až 2022 zastával post děkana Fakulty aplikované informatiky Univerzity Tomáše Bati ve Zlíně.
V září 2022 byl zvolen akademickým senátem kandidátem na funkci rektora Univerzity Tomáše Bati ve Zlíně. Prezident ČR Miloš Zeman jej v listopadu 2022 do této pozice jmenoval, a to s účinností od 15. prosince 2022. Ve funkci tak vystřídal Vladimíra Sedlaříka.